# Кърклино
Кърклино (на македонска литературна норма: Крклино; на гръцки: Κιρκλίνο) е село в община Битоля на Северна Македония.

## География
Селото се намира на 620-700 m надморска височина в областта Пелагония, на 4 km северно от Битоля и на практика към началото на XXI век е квартал на града.

## История
Местна легенда свързва името с прякора на хубавата Илина, позната в околността като Кърклина.
През ноември 1619 година Кърклино, с приход от 6 400 акчета, заедно със селата Ракитница и Добромир е включено в зиамета на Осман чауш, приближен на великия везир Мехмед паша. Преди това зиаметът е бил владян от Шейх Мехмед, който починал. С писмо от края на 1619 година Осман известява битолския кадия, че зиаметът ще бъде ръководен от Мехмед бег. В края на 1621 или в началото на 1622 година Осман определя за субашия на зиамета своя брат, спахията Хъзр бег. Хъзр има право да управлява и да разполага с годишните приходи на зиамета.
В сиджил от 1620-1621 година е отбелязано, че 9 ханета (домакинства) в Кърклино дължат военния данък нузул за османския поход срещу Полша.
В ΧΙΧ век Кърклино е изцяло българско село в Битолска кааза, Битолска нахия на Османската империя. И енорийската църква „Свети Теодор Тирон“ („Свети Тодор“) и гробищната „Света Богородица“ са възрожденски. Според статистиката на Васил Кънчов („Македония. Етнография и статистика“) от 1900 година Кърклино има 460 жители, всички българи християни.
На Етнографската карта на Битолския вилает на Картографския институт в София от 1901 година Кърклино е чисто българско село в Битолската каза на Битолския санджак със 71 къщи.
Според някои източници цялото население на селото е гъркоманско под върховенството на Цариградската патриаршия. По данни на секретаря на Българската екзархия Димитър Мишев („La Macédoine et sa Population Chrétienne“) в 1905 година в Кърмино има 440 българи патриаршисти гъркомани. От Регистъра на венчилата на Българската екзархия става ясно, че към 1906-1907 година Кърклино и Драгарино представляват екзархийска енория с енорийски свещеник Василий Колев.
По време на българското управление на Вардарска Македония през Първата световна война Кърклино е част от Кукуречанска община в Битолска селска околия и има 423 жители.
В 1961 година селото има 682 жители. От селото има силна емиграция към Битоля, Сърбия, презокеанските земи и Европа.
Според преброяването от 2002 година селото има 611 жители, самоопределили се както следва.
| Националност     | Всичко |
| северномакедонци | 609    |
| албанци          | 0      |
| турци            | 0      |
| роми             | 0      |
| власи            | 0      |
| сърби            | 1      |
| бошняци          | 0      |
| други            | 1      |

Край Кърклино на 850 m надморска височина е разположен манастирът „Свети Илия“.

## Личности
Родени в Кърклино
- Георги Йованов Малаков, български революционер от ВМОРО[10]
- Димко Голе Коджабашия, българин, православен, арестуван преди април 1904 година, обвинен, че „с цел да върши бунтовничество, дръзнал да събира помощ за комитета чрез закани и натиск върху селското население“, затворен с решение на Централния следствен отдел, лежал в Битолския затвор, амнистиран с общата амнистия от 12 април 1904 година[11]
- Нечо (Ничо) Иванов Малаков, български революционер от ВМОРО,[10] българин, православен, арестуван преди април 1904 година, обвинен, че „с цел да върши бунтовничество, дръзнал да събира помощ за комитета чрез закани и натиск върху селското население“, затворен с решение на Централния следствен отдел, лежал в Битолския затвор, амнистиран с общата амнистия от 12 април 1904 година[11]
- Ристе Ангеле, българин, православен, арестуван преди април 1904 година, обвинен, че „с цел да върши бунтовничество, дръзнал да събира помощ за комитета чрез закани и натиск върху селското население“, затворен с решение на Централния следствен отдел, лежал в Битолския затвор, амнистиран с общата амнистия от 12 април 1904 година[11]
- Тале Стойче, българин, православен, арестуван преди април 1904 година, обвинен, че „с цел да върши бунтовничество, дръзнал да събира помощ за комитета чрез закани и натиск върху селското население“, затворен с решение на Централния следствен отдел, лежал в Битолския затвор, амнистиран с общата амнистия от 12 април 1904 година[11]
- Тодор Тасе, българин, православен, арестуван преди април 1904 година, обвинен, че „с цел да върши бунтовничество, дръзнал да събира помощ за комитета чрез закани и натиск върху селското население“, затворен с решение на Централния следствен отдел, лежал в Битолския затвор, амнистиран с общата амнистия от 12 април 1904 година[12]

Починали в Кърклино
- Владимир Митров Иерусалимов, български военен деец, подпоручик, загинал през Първата световна война[13]
- Илия Алексиев Попов, български военен деец, капитан, загинал през Първата световна война[14]